# 雲母 (女優)
雲母（きらら、1998年〈平成10年〉2月22日 - ）は、日本の女優、ファッションモデル。神奈川県出身。

## 経歴
フランス系アメリカ人と日本人のクォーター。
2011年、ニュースター・プロダクション所属でデビュー。2017年（平成29年）5月よりARI Productionへ移籍。
2017年（平成29年）6月、大川裕太(幸福の科学総裁・大川隆法の三男）との結婚を公表した。これによって旧姓は「渡邉」であることが公表された。2018年3月、ハッピー・サイエンス・ユニバーシティ卒業。
その後、大川裕太と離婚し、ARI Productionからプロフィールが削除され、ツイッターとフェイスブックのSNSアカウントも削除された。

## 出演

### テレビドラマ
- 新ウルトラマン列伝 第1話（2013年7月3日、テレビ東京） - 久野千草 役
- ウルトラマンギンガ（2013年7月10日 - 12月18日・2014年2月26日、テレビ東京） - 久野千草 役
- ウルトラマンギンガS 第12話・最終話（2014年11月25日・12月23日、テレビ東京） - 久野千草 役

### 映画
- ファイナル・ジャッジメント（2012年6月2日、日活） - 車椅子の少女 役
- アリスインプロジェクト the MOVIE『終焉少女 Last Girl Standing』（2013年7月）
- ウルトラマンギンガ 劇場スペシャル（2013年9月7日、松竹） - 久野千草 役
- 東京シャッターガール「写真って何?」（2013年10月12日） - 河合美香子 役
- ウルトラマンギンガ 劇場スペシャル ウルトラ怪獣☆ヒーロー大乱戦!（2014年3月15日、松竹） - 久野千草 役
- 放課後ロスト エピソード3「倍音」（2014年8月2日）
- 天使に“アイム・ファイン”（2016年3月19日、日活） - 主演・天使R / 美里 役[3]

### 舞台
- こもれびの中で（2011年）
- ハイスクール・ミレニアム（2012年）
- 戦国降臨GIRL（2012年）
- DOG'S（2013年）
- アリスインデッドリースクール（2013年）
- ウルトラマンフェスティバル2013 ウルトラライブステージ（2013年、8月21日公演のみ）
- 男女∞人　下北沢物語ん。（2014年）
- エデンの空に降りゆく星唄（2014年）
- ウルトラヒーローバトル劇場! 第22弾（2014年）

### モデル
- ELLE (雑誌)（2013年6月号）
- 美容院8½ HP イメージモデル (2013年)
- MINX青山HP（2013年）
- iPhone  APP「ハッピーバルーン」
- Poudoudou新作イベント（2014年）
- グリーンハウス総合カタログ（デジカメ機器）

### その他
- 彼女のプレゼント〜燃えなかったクッション〜（2014年、啓発用DVD・日本防炎協会） - 海野麻衣 役[4]

## インタビュー記事
- 『T-SITEニュース エンタメT-SITE』2016年3月18日 -『天使に“アイム・ファイン”』天使に対して親近感が沸く映画[5]

## 著書

### 共著
- 大川紫央 × 雲母(きらら)『女性のための「自分」のつくり方』幸福の科学出版、2015年6月26日、ISBN 978-4863956865
- 『職業としての宗教家 - 大川隆法 スピリチュアル・ライフの極意』幸福の科学出版、2015年10月29日、ISBN 978-4863957275[6][7]

## ディスコグラフィー
- ウルトラマンギンガの歌

『ウルトラマンギンガ』の挿入歌。他の共演者などと共に歌唱
- ウルトラマンギンガの歌 〜千草ver.〜

『ウルトラマンギンガS』より使用されている、雲母ソロ・ヴァージョン。バックコーラスにボイジャーが参加
- 私立降星小学校校歌

『ウルトラマンギンガ』の挿入歌。他の共演者などと共に歌唱
- 夏の風 秋の風

同上。千紗（girl next door）、マリア春菜と共に歌唱
- 天使に"I'm fine."

『天使に“アイム・ファイン”』の主題歌。初の単独名義楽曲。